# Лижма (станция, Кондопожский район)
Ли́жма (карел. Ližmi) — населённый пункт в составе Кедрозерского сельского поселения Кондопожского района Республики Карелия Российской Федерации.

## География
Станция расположена на 493 км перегона Кондопога—Медвежья Гора.

## История
Населённый пункт появился при строительстве железной дороги в 1916 году. В селении жили семьи тех, кто обслуживал железнодорожную инфраструктуру.
До Великой Отечественной войны при станции функционировало построенное в 1933 году оборотное депо, которое было предназначено для ликвидации длинных плеч оборота паровозов.

## Население
| 2002 | 2009 | 2010 | 2013 |
| ---- | ---- | ---- | ---- |
| 56   | ↘44  | ↘14  | ↗17  |

## Инфраструктура
Путевое хозяйство. Действует железнодорожная станция Лижма Петрозаводского отделения Октябрьской железной дороги.

## Транспорт
Автомобильный и железнодорожный транспорт.